# Familia

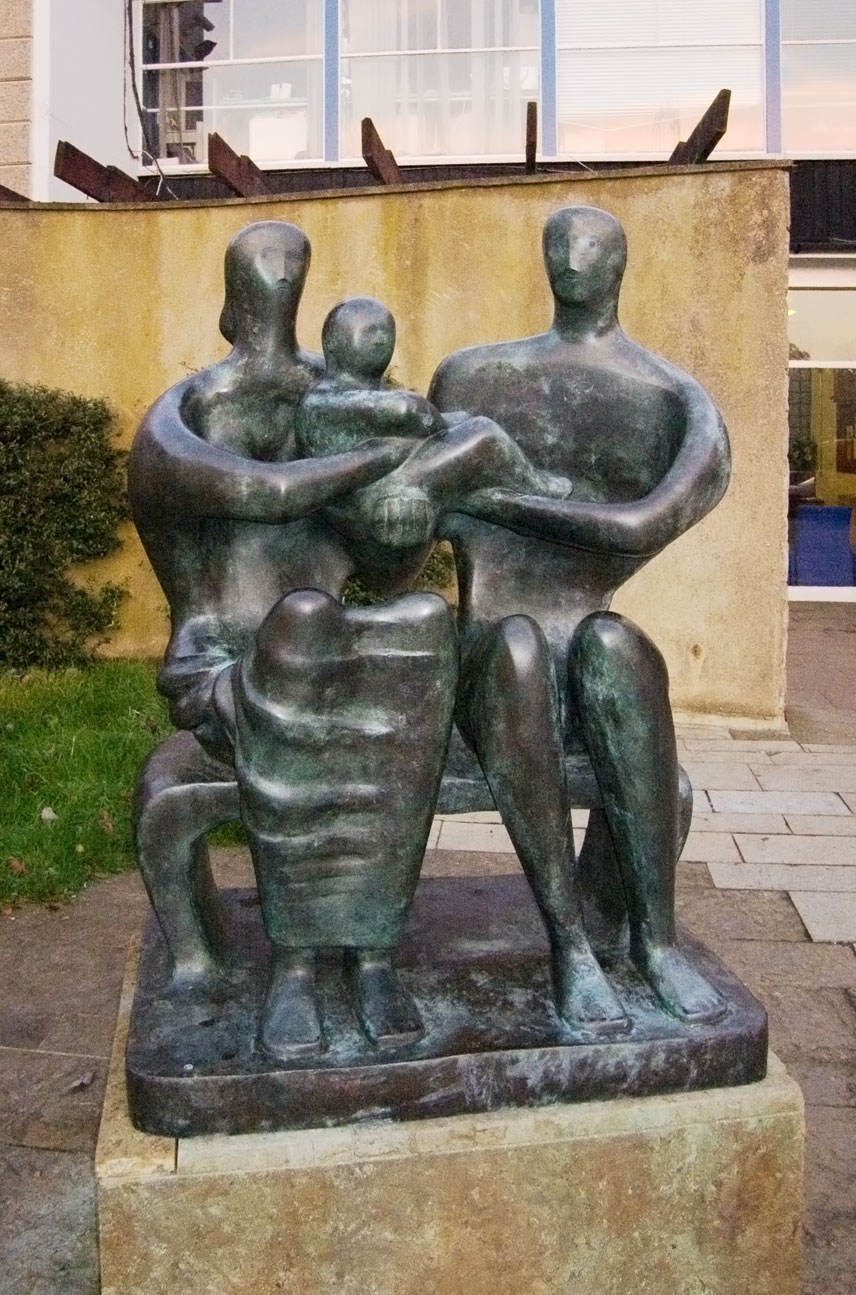
Escultura de Henry Moore con el título Familia. Barclay School, Stevenage, Hertfordshire, Gran Bretaña.

La familia es un grupo de personas formado por individuos unidos, y primordialmente vinculados por relaciones de filiación o de pareja. El Diccionario de la lengua española la define, entre otras cosas, como un grupo de personas emparentadas entre sí que viven juntas, lo que lleva implícito los conceptos de parentesco y convivencia. Según la Declaración Universal de los Derechos Humanos, es el elemento natural, universal y fundamental de la sociedad, tiene derecho a la protección de la sociedad y del Estado.
Los lazos principales que definen una familia son de dos tipos: vínculos de afinidad derivados del establecimiento de un vínculo reconocido socialmente, como el matrimonio —que, en algunas sociedades, solo permite la unión entre dos personas mientras que en otras es posible la poligamia—, y vínculos de consanguinidad, como la filiación entre padres e hijos o los lazos que se establecen entre los hermanos que descienden de un mismo padre. También puede diferenciarse la familia según el grado de parentesco entre sus miembros.

## Etimología
El término familia procede del latín famīlia, "grupo de siervos y esclavos patrimonio del jefe de la gens", a su vez derivado de famŭlus, "siervo, esclavo", que a su vez deriva del osco famel. El término abrió su campo semántico para incluir también a la esposa e hijos del pater familias, a quien legalmente pertenecían, hasta que acabó reemplazando a gens.
Tradicionalmente se ha vinculado la palabra famŭlus, y sus términos asociados, a la raíz fames («hambre»), de forma que la voz se refiere, al conjunto de personas que se alimentan juntas en la misma casa y a los que un pater familias tiene la obligación de  alimentar.

## Origen
La familia supone por un lado una alianza, el matrimonio, y por el otro una filiación, los hijos.
Según expone Claude Lévi-Strauss, la familia tiene su origen en el establecimiento de una alianza entre dos o más grupos de descendencia a través del enlace matrimonial entre dos de sus miembros. La familia está constituida por los parientes, es decir, aquellas personas que por cuestiones de consanguinidad, afinidad, adopción u otras razones diversas, hayan sido acogidas como miembros de esa colectividad.
Las familias suelen estar constituidas por unos pocos miembros que suelen compartir la misma residencia. Dependiendo de la naturaleza de las relaciones de parentesco entre sus miembros, una familia puede ser catalogada como familia nuclear o familia extensa. El nacimiento de una familia generalmente ocurre como resultado de la fractura de una anterior o de la unión de miembros procedentes de dos o más familias por medio del establecimiento de alianzas matrimoniales o por otro tipo de acuerdos sancionados por la costumbre o por la ley.
La integración de los miembros de la familia, como en el caso de los grupos de parentesco más amplios como los linajes, se realiza a través de mecanismos de reproducción sexual o de reclutamiento de nuevos miembros. Si se considerara que la familia debe reproducirse biológicamente, no podrían conceptualizarse como «familias» aquellos grupos donde Ego  o su consorte (o ambos) están incapacitados de reproducirse biológicamente.

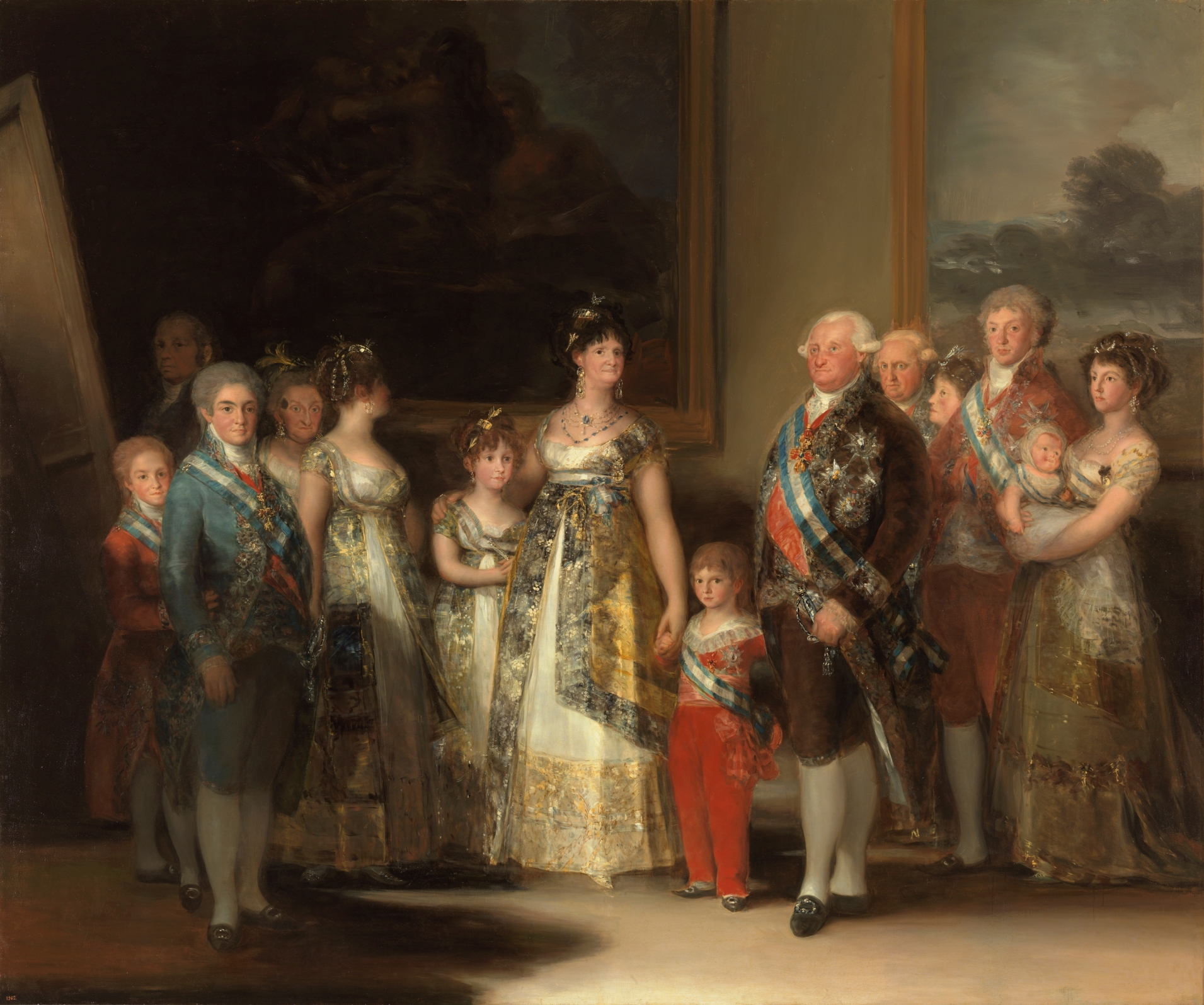
La familia de Carlos IV de España (1800-1801) por Francisco de Goya (Museo del Prado, España).

En estos casos, la función reproductiva se traslada a los mecanismos de reclutamiento socialmente aceptables —como la adopción—. El reclutamiento de nuevos miembros de una familia garantiza su trascendencia 
La familia en Occidente se ha debilitado conforme se fortalecen las instituciones especializadas en la educación de los niños más pequeños. Esto ha sido motivado, entre otras cosas, por la necesidad de incorporación de ambos progenitores en el campo laboral, lo que lleva en algunas ocasiones a delegar esta función en espacios como las guarderías, el sistema de educación preescolar y, finalmente, en la escuela. Sin embargo, este fenómeno no se observa en todas las sociedades; existen aquellas donde la familia sigue siendo el núcleo formativo por excelencia.
Por otra parte, la mera consanguinidad no garantiza el establecimiento automático de los lazos solidarios con los que se suele caracterizar a las familias. Si los lazos familiares fueran equivalentes a los lazos consanguíneos, un niño adoptado nunca podría establecer una relación cordial con sus padres adoptivos, puesto que sus "instintos familiares" le llevarían a rechazarlos y a buscar la protección de los padres biológicos. Los lazos familiares, por tanto, son resultado de un proceso de interacción entre una persona y su familia (lo que quiera que cada sociedad haya definido por familia: familia nuclear o extensa; familia monoparental o adoptiva, etc.). En este proceso se diluye un fenómeno puramente biológico: es también y, sobre todo, una construcción cultural, en la medida en que cada sociedad define de acuerdo con sus necesidades y su visión del mundo lo que constituye una «familia».

## Primeras investigaciones
Desde el punto de vista de la «Filosofía social», el origen de la familia es tan antiguo como el de la humanidad. Ya aparecía en muchas civilizaciones avanzadas mediante la estructura de la monogamia en la que el padre y la madre, en mutua colaboración, tenían la autoridad por la que se regía la familia. A mediados del siglo XIX aparecieron una serie de corrientes con argumentos histórico-sociológicos que querían desterrar la forma de familia antes indicada. Una fue la postura del «derecho maternal», que fija el parentesco jurídico por vía materna y, sin embargo, deriva en modelos familiares que pasan del patriarcado al matriarcado hasta llegar al amor libre. La segunda está basada en el «parentesco clasificatorio» que desarrolló L. H. Morgan, al que los prejuicios evolucionistas que tenía le llevaron a desarrollar la evolución familiar según un esquema que iba desde la promiscuidad, pasando por la familia cosanguínea, matriarcado, matriarcado por grupos, patriarcado poligámico hasta llegar a la familia monogámica. Y, por último, la «ley de contracción familiar» de E. Durkheim, para el que lo más importante es el «clan» y se desarrolla empezando por una familia débil, luego una familia con el matrimonio como institución jurídica y, por fin, la familia actual que queda reducida a cónyuge e hijos menores.
Poco después fueron rechazadas estas tres exposiciones sobre la familia ya que estaban llenas de ideas preconcebidas pues era patente que la familia  monogámica era la más generalizada en los diferentes pueblos y épocas como se confirmó desde los pueblos de culturas primitivas como los fueguinos, pigmeos, bosquimanos, etc, que todos han coincidido en la «elección» de la familia monógama para vivir, con igualdad entre mujeres y hombres, reprobación del adulterio, cuidado de los hijos y, sobre todo, con completa libertad para vivir en ese tipo de familia. Con estas y otras afirmaciones similares admitidas en años posteriores, la ciencia social actual afirma que el origen de la familia que ya aparecía en el libro del Génesis;1-26 y ss; 2-18 y ss y posteriormente se modificaron los caracteres de este tipo de familia en ciertas ocasiones.

### La familia como institución de Derecho natural
La comunidad que forman los padres y los hijos, así como los lazos que los unen, son el fundamento de las inclinaciones e impulsos en el interior de la familia o comunidad familiar, lo que  deja claro e indubitable que las leyes de su constitución tienen como fundamento las leyes del Derecho natural. A pesar de ello, el hombre ha cometido errores respecto a este fundamento. Incluso Aristóteles defendió la «exposición» de los hijos y Platón apoyó la idea de la sustitución de la función educativa de la familia hacia los hijos dejándola a cargo del Estado.
Pero ante el poder del Derecho natural, el propio Aristóteles aceptó que «el sentimiento se puede sublevar contra la exposición de los hijos» en su obra Política en la que se muestra en desacuerdo con Platón en cuanto a sus ideas acerca de la familia sustituida por la promiscuidad entre hombres y mujeres, dejando la educación de los hijos a cargo del Estado. El propio Platón ya no defendió su pensamiento anterior acerca de la familia en su libro Las Leyes. También estaba considerado el hogar por los pensadores antiguos como símbolo de la comunidad familiar al tiempo que lo designan —al hogar— como el «altar de la casa». En cuanto a los fines de la familia se pueden considerar los tres más importantes: Dotar a sus miembros de los bienes necesarios, tanto corporales como espirituales, para llevar una vida cotidiana ordenada; la incorporación de los hijos al seno familiar y, por último, ser la célula de la sociedad por lo que el rango de la familia está por encima del propio Estado. Los fines, las funciones y las responsabilidades son los conceptos que otorgan la posición de una comunidad familiar dentro del lógico pluralismo jurídico y social. Por ello, la obligación primordial del Estado respecto de las familias que formen la comunidad estatal, es la de que estas puedan cumplir las tareas que, por naturaleza, le son propias.
“Los jóvenes no nacen violentos, esa actitud la adquieren por problemas familiares” Défez, R. En primer término, es importante que las familias en nuestro mundo cumplan con sus roles en la sociedad como la de formar hijos con valores y principios; una de las consecuencias de la delincuencia juvenil es la propia familia. Hoy en día entre los jóvenes existe una carencia de autoridad o una falta de figura paterna, ya que los propios padres no se han preocupado por enseñar a obedecer a sus hijos en el hogar como: el respeto, la puntualidad, el amor, la honestidad y la solidaridad. Como afirma García, P. en lo siguiente, si el niño se desarrolla en un ambiente familiar poco propicio aumentan las posibilidades de que adopte un comportamiento anémico y desviado.
El hogar es el primer escenario donde se desarrollan los hijos. Por eso la familia es el primer medio de control social. Es allí donde el niño aprende a socializar positivamente. Un fracaso en esa etapa lleva a los problemas sociales que hoy vemos a diario, como el uso de la violencia para resolver conflictos o la inexistencia de valores como la responsabilidad, la solidaridad o el respeto de límites. Como lo afirma Defez, R. quien manifiesta que “La familia es la célula fundamental de la sociedad”, esta ejerce el control social en el sentido de regular las interacciones humanas para reducir o evitar el conflicto y la proliferación de conductas socialmente desviadas.
“La buena convivencia ayuda al desarrollo de los valores en los hijos”. La delincuencia ocurre cuando el proceso normal de aprendizaje social basado en las recompensas y castigos de los padres, se ve alterado por una disciplina que posee la hostilidad entre los padres y modelos paternos antisociales. Y es que se desarrollará en la etapa de la rebeldía y liberación donde el joven quiere hacer lo que le plazca sin que nadie lo contradiga. García, P. asevera que las cifras de delincuencia juvenil han aumentado en los últimos años, llegando a ser un problema que genera una gran preocupación en nuestra sociedad.

## Tipos de familias
Las familias están clasificadas en los siguientes tipos:
- Familia nuclear o moderna: formada por los progenitores  y uno, dos o más hijos.
- Familia extensa o tradicional: abuelos, tíos, primos y otros parientes consanguíneos o afines.
- Familia monoparental: en la que el hijo o hijos cuentan con un solo progenitor (ya sea la madre o el padre).
- Familia homoparental: aquella donde una pareja de hombres o de mujeres se convierten en padres/madres de uno o más hijos.
- Familia de padres separados: en la que el hijo o hijos conviven con un solo progenitor o alternan la convivencia entre ambos, dado que los progenitores ya no son pareja, no conviven y disponen de un régimen de custodia sobre los descendientes.
- Familia ensamblada, reconstituida o mixta: en la cual uno o ambos miembros de la pareja actual tiene uno o varios hijos de parejas anteriores.
- Familia de acogida: en la que los menores no son descendientes de los adultos, pero han sido acogidos legalmente por estos de forma urgente, temporal o permanentemente mientras están tutelados por la administración.
- Familia sin hijos por elección: en la que los conformantes de la familia toman la decisión de no tener descendientes.

## Historia de la familia en Occidente

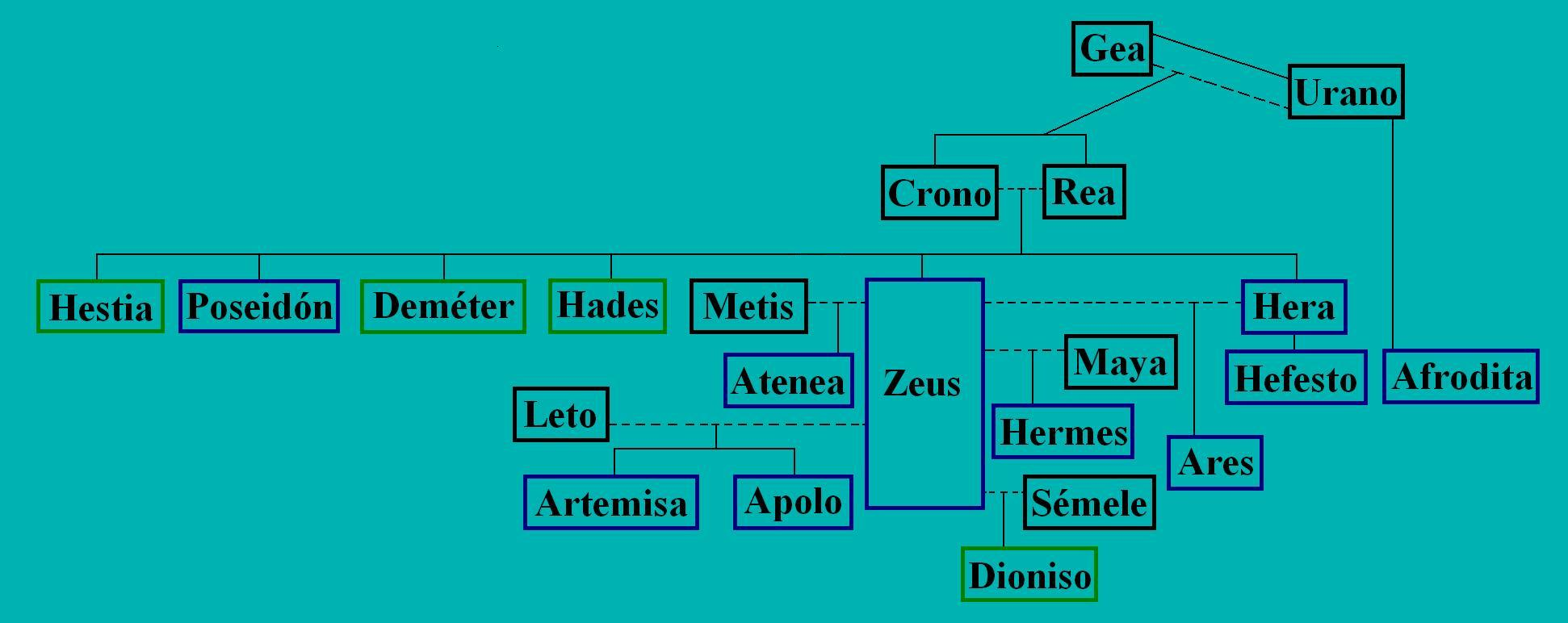
Árbol genealógico de los dioses olímpicos. En azul, los que siempre se consideran olímpicos, en verde los variables, y en negro, los demás personajes.

Antropólogos y sociólogos han desarrollado diferentes teorías sobre la evolución de las estructuras  de familiares y sus funciones. Según estas, en las sociedades más primitivas existían dos o tres núcleos familiares, a menudo unidos por vínculos de parentesco, que se desplazaban juntos parte del año pero que se dispersaban en las estaciones con escasez de alimentos. La familia era una unidad económica: los hombres cazaban mientras que las mujeres recogían y preparaban los alimentos y cuidaban de los niños. En este tipo de sociedad era normal el infanticidio (muerte dada violentamente a un niño de corta edad) y la expulsión del núcleo familiar de los enfermos que no podían trabajar.
El derecho canónico antiguo solo reconocía la filiación legítima producto de un matrimonio religioso y cualquier hijo nacido fuera del mismo pertenecía a la órbita del ilegítimo. En el actual código los hijos ilegítimos se legitiman por el matrimonio subsiguiente de los padres por rescripto de la Santa Sede.
Después de la reforma protestante en el siglo XVI, el carácter religioso de los lazos familiares fue sustituido en parte por el carácter civil. La mayor parte de los países occidentales actuales reconocen la relación de familia fundamentalmente en el ámbito del derecho civil, y no es sino hasta el siglo XVIII que incorporan el concepto de infancia actual:

Desde una perspectiva biológica, niñez y adultez son distintas. Sin embargo, estas diferencias estarán socialmente dadas por las concepciones que existan respecto de ellos, por los desafíos que se les planteen, por las tareas que se espera que cumplan o por los comportamientos que se supone deben tener, entre otros aspectos. Además, estas concepciones tendrán diferencias, muchas veces sustantivas, de sociedad en sociedad, en determinados momentos históricos y según sea el grupo cultural. (...) Desde  “ritos de pasaje” que hacen explícito, a través de un acto social, el paso de una etapa a otra, sin embargo, su caracterización y exigencias tampoco son homogéneas. En la cultura occidental, la niñez como construcción cultural sólo surge alrededor del siglo XVIII, consolidándose posteriormente.
UNESCO: Participación de las familias en la educación infantil latinoamericana

Con la revolución francesa y la Declaración de los Derechos del Hombre y del Ciudadano, aparece la idea de que los hombres nacen y permanecen libres e iguales en derecho. A partir de ese momento la nación tenía el deber de no excluir más a los bastardos nacidos fuera del matrimonio y de no discriminar a los hijos. En otros países, la aceptación de los derechos de los hijos ilegítimos tardó varios siglos en llegar en Occidente.
Estos cambios se producen en el contexto de la Revolución industrial. Por un lado, las nuevas tecnologías hacen posible el trabajo de niños y jóvenes y, por otro, los cambios en la esperanza de vida hacen que los menores adquieran un mayor valor en términos de protección a los adultos mayores. De esta forma la familia, que era entendida como una sociedad que aseguraba la supervivencia de sus miembros y no como un espacio de afecto, comienza a tomar el concepto actual, principalmente por la acción de educadores cristianos:

(...) La familia entendida como espacio de cuidado de los niños y niñas, de preocupación por su bienestar, y el infante como un ser distinto del adulto, con características propias. Como señala Ochoa, en cada año en París eran amamantados por sus madres. Otros mil recién nacidos, los niños de las familias privilegiadas, eran amamantados por nodrizas fuera de París. Muchos morían ante lo que hoy consideraríamos indiferencia de los padres, quienes frecuentemente ignoraban el paradero de sus hijos.
UNESCO: Participación de las familias en la educación infantil latinoamericana

Por su parte, otros autores contemporáneos sostienen que el esquema de familia predominante en las sociedades industrializadas tiene también una base utilitaria al permitir la transmisión de capitales económicos, simbólicos y sociales. Según estos autores, la familia que se tiende a considerar como "natural" es un constructo de invención reciente y que puede desaparecer en forma más o menos rápida. El fenómeno subyacente en este razonamiento es que las palabras no solo hablan de la "realidad", sino que le otorgan significado y, por tanto, el definir algo como "normal" es un proceso no neutral que fomenta lo que se define como tal:

Lo que distingue a nuestras sociedades industrializadas de las sociedades exóticas [es] el hecho de que nuestros grupos sociales se reclutan menos sobre la base del parentesco que sobre las clases de edad, la clase social, la afinidad amical, el lugar de trabajo, el ejercicio del ocio, etcétera", apunta por ejemplo la etnóloga francesa, Martine Segalen. (...) Este, afirma que el grupo doméstico antiguo, del cual no existe un único tipo sino varios, "es tan inestable como la célula conyugal contemporánea". Y que, en este sentido, "nuestra sociedad no ha inventado ni la movilidad geográfica ni la inestabilidad de los matrimonios sometidos". (...) Para esta autora, la estructura familiar predominante en las sociedades industriales es una figura "efímera" y "transitoria" entre los modelos clásicos y los que están apareciendo actualmente.
Revista Teína: Detrás de la palabra "familia".

Una hipótesis similar había sido realizada por Engels, quien sostuvo que lo que la sociedad llama "civilización" es un proceso centrado en la organización de las familias, la que evolucionó desde los primitivos gens hasta la forma moderna como manera de acumular riquezas, pero no por parte de la sociedad sino en forma individual. En su concepto, el fenómeno obedece a la lucha de clases, genera injusticias y es insostenible:

La disolución de la sociedad se yergue amenazadora ante nosotros, como el término de una carrera histórica cuya única meta es la riqueza, porque semejante carrera encierra los elementos de su propia ruina. La democracia en la administración, la fraternidad en la sociedad, la igualdad de derechos y la instrucción general, inaugurarán la próxima etapa superior de la sociedad, para la cual laboran constantemente la experiencia, la razón y la ciencia. "Será un renacimiento de la libertad, la igualdad y la fraternidad de las antiguas gens, pero bajo una forma superior".
F. Engels: El origen de la familia, la propiedad privada y el estado.

Los estudios históricos muestran que la estructura familiar ha sufrido pocos cambios a causa de la emigración a las ciudades y de la industrialización. El núcleo familiar era la unidad más común en la época preindustrial y aún sigue siendo la unidad básica de organización social en la mayor parte de las sociedades industrializadas modernas. Sin embargo, la familia moderna ha variado, con respecto a su forma más tradicional, en cuanto a funciones, composición, ciclo de vida y rol de los padres. El Instituto de Política Familiar (IPF) expresa en su informe Evolución de la familia en Europa (2006) que:

Las crisis y dificultades sociales, económicas y demográficas de las últimas décadas han hecho redescubrir que la familia representa un valiosísimo potencial para el amortiguamiento de los efectos dramáticos de problemas como el paro, las enfermedades, la vivienda, las drogodependencias o la marginalidad. La familia es considerada hoy como el primer núcleo de solidaridad dentro de la sociedad, siendo mucho más que una unidad jurídica, social y económica. La familia es, ante todo, una comunidad de amor y de solidaridad.

Otras funciones que antes desempeñaba la familia rural, tales como el trabajo, la educación, la formación religiosa, las actividades de recreo y la socialización de los hijos, en la familia occidental moderna son realizadas, en gran parte, por instituciones especializadas. El trabajo se realiza normalmente fuera del grupo familiar y sus miembros suelen trabajar en ocupaciones diferentes lejos del hogar. La educación, por lo general, la proporcionan el Estado o grupos privados. Finalmente, la familia todavía es la responsable de la socialización de los hijos, aunque en esta actividad los amigos y los medios de comunicación han asumido un papel muy importante.
Una reflexión religiosa, radicada en la naturaleza de la institución familiar, se encuentra en la Carta de los Derechos de la Familia, en la que se plantea que la experiencia de diferentes culturas a través de la historia ha mostrado la necesidad que tiene la sociedad de reconocer y defender la institución de la familia.
En Occidente, la familia del siglo XXI se podría definir como "un contexto de convivencia flexible, plural, abierto y dinámico, donde sus integrantes deciden libremente cómo organizarse para satisfacer sus necesidades y compartir su historia vital, adaptándose a los cambios de cada época y cultura en las que les toca vivir. Se podría decir, que se encuentra en un proceso de transición entre el concepto impuesto y monolítico de la familia tradicional, y la actual aceptación de la variabilidad en sus formas elegidas libremente".

### Tamaño de la familia
En el siglo XX ha disminuido en Occidente el número de familias numerosas. Este cambio está particularmente asociado a una mayor movilidad residencial y a una menor responsabilidad económica de los hijos para con los padres mayores, también se debe a que ya se están realizando grupos de planificación familiar para evitar tener hijos no deseados, al irse consolidando los subsidios de trabajo y otros beneficios por parte del Estado que permiten mejorar el nivel de vida de los jubilados.
En los años 1970 el prototipo familiar evolucionó en parte hacia unas estructuras modificadas que englobaban a las familias monoparentales, familias del padre o madre casado en segundas nupcias y familias sin hijos. En el pasado, las familias monoparentales eran a menudo consecuencia del fallecimiento de uno de los padres; actualmente, la mayor parte de las familias monoparentales son consecuencia de un divorcio, aunque muchas están formadas por mujeres solteras con hijos. En 1991 uno de cada cuatro hijos vivía sólo con uno de los padres, por lo general, la madre. Sin embargo, algunas las familias monoparentales se convierten en familias con padre y madre a través de un nuevo matrimonio o de la constitución de una pareja de hecho.

### Impacto de las separaciones conyugales
Hay autores que consideran que el decremento de los matrimonios y el incremento de los divorcios, intervienen en las bajas tasas de natalidad, mismas que impactan el reemplazo generacional, que a su vez tiene repercusiones económicas a futuro como la debilidad del sistema pensionario y bajo crecimiento económico.
Algunos autores consideran que la crianza de menores en familias donde los padres no se encuentran vinculados matrimonialmente, repercute en generar menores oportunidades de desarrollo del capital humano y social en la población.
Amato sostiene que los niños de matrimonios divorciados tienen mayores probabilidades de presentar menor puntuación en los tests de logro académico, conducta, ajuste psicológico, autoestima y relaciones sociales en comparación con los hijos de matrimonios estables.
Investigadores como MacLouglin y Whitfield (1984) encontraron que la separación de los padres, en parejas conflictivas, puede ser una liberación y alivio para los hijos y que en esos casos el divorcio trae consigo una oportunidad de crecimiento y mayor autonomía para los hijos. Amato y Keith (1991) demostraron que las diferencias entre niños de parejas divorciadas y no divorciadas era relativamente pequeña y se basaban más en el nivel de conflictividad de la pareja parental que en el hecho de haberse divorciado o no.
Slater y Haber hicieron una investigación en 1984 que mostró un mayor índice de ansiedad y baja autoestima en niños pertenecientes a familias unidas con alto índice de conflictividad matrimonial que en niños pertenecientes a familias divorciadas con bajo nivel de conflictividad entre los progenitores.

### Reconocimiento legal del matrimonio homosexual
Las parejas de homosexuales forman familias homoparentales. La descendencia en estas parejas, si así lo desean, puede tener origen en la adopción, en aquellos lugares donde la legislación lo permita. Estas unidades familiares aparecieron en Occidente en las décadas de 1960 y 1970. En los años 1990 se comenzaron a promulgar leyes en diferentes países que ofrecen protección a estas familias y han legalizado su estatus al reconocer el matrimonio entre personas del mismo sexo.

## Crítica
Algunos científicos sociales han abogado por la abolición de la familia. Un oponente inicial de la familia era Sócrates, cuya posición fue esbozada por Platón en La República. En el Libro 5 de La República, Sócrates le dice a sus interlocutores que una ciudad justa es aquella en la que los ciudadanos no tienen lazos familiares.
Al ser la familia una institución muy arraigada y venerada, pocos intelectuales se han aventurado a hablar en contra de ella. El familiarismo ha sido atípicamente definido como «una estructura social donde... los valores de una familia se llevan a cabo en más alta estima que los valores de los miembros individuales de la familia». El favoritismo o preferencia que tienen funcionarios públicos para dar empleos a familiares o amigos, sin importar el mérito para ocupar el cargo, sino su lealtad o alianza se llama nepotismo.
La filósofa individualista ruso-estadounidense Ayn Rand comparó la parcialidad hacia la consanguinidad con el racismo, como una manifestación de pequeña escala de este último. «La adoración de la familia es meramente racismo, como una crudamente primitiva primera base para la adoración de la tribu. Coloca al accidente del nacimiento encima de los valores de un hombre y el deber a la tribu sobre el derecho de un hombre a su propia vida». Además, se manifestó a favor de un childfree lifestyle, siguiéndolo ella misma.
El periodista estadounidense Marty Nemko considera que la familia está sobrevalorada. «Los políticos, clérigos, y sólo gente sencilla ensalzan la familia como la institución más importante. / Creo que la familia está sobrevalorada. Muchas personas sufren excesivamente desde la familia... / Millones de personas ni siquiera hablan con un miembro de la familia. Millones más gastan años y fortunas en terapeutas, tratando de deshacer los males que la familia perpetró en ellos. / Todo esto no debería sorprender. Después de todo, a diferencia de con los amigos, somos puestos en nuestra familia de origen de forma aleatoria, sin voz en el asunto».